# Ardisia parviflora
Ardisia parviflora là một loài thực vật có hoa trong họ Anh thảo. Loài này được Talbot mô tả khoa học đầu tiên năm 1902.